# Frankenroda
Frankenroda – dzielnica (Ortsteil) miasta Amt Creuzburg w Niemczech, w kraju związkowym Turyngia, w powiecie Wartburg. Do 31 grudnia 2023 samodzielna gmina, wchodząca w skład wspólnoty administracyjnej Hainich-Werratal.